# فیس آی‌دی
فِیس آی‌دی (انگلیسی: Face ID) سامانه تشخیص چهره طراحی‌شده و توسعه‌یافته توسط شرکت اپل برای آی‌فون و آی‌پد پرو است. این سامانه امکان زیست‌سنجی به‌منظور باز کردن قفل دستگاه، انجام تراکنش‌های مالی، دسترسی به داده‌های حساس، ارائهٔ ردیابی حالت چهره برای انیموجی، و همچنین ردگیری حالت سر شش سطح آزادی (6DOF)، ردگیری چشم، و ویژگی‌های دیگر را فراهم می‌کند. این سامانه که در نوامبر ۲۰۱۷ همزمان با معرفی آیفون ایکس از آن رونمایی شد، از آن زمان تاکنون بر روی چندین مدل از آی‌فون، و بسیاری از مدل‌های آی‌پد پرو (مدل‌های ۲۰۱۸ به بعد) به‌روزرسانی و معرفی شده است.
سخت‌افزار فیس‌آی‌دی شامل یک حسگر به‌همراه سه ماژول می‌شود؛ یک پرتوافکن نقطه لیزر که جدولی از نقطه‌های کوچک فروسرخ را بر صورت کاربر می‌تاباند، یک ماژول با نام روشن‌کنندهٔ سیلی که نور فروسرخ را بر روی صورت می‌تاباند، و یک دوربین فروسرخ که تصویری فروسرخ از کاربر را ثبت می‌کند، الگوی به‌دست آمده در نتیجهٔ آن را می‌خواند و یک نقشهٔ سه‌بعدی از صورت را تولید می‌کند. این نقشه با تصویر ثبت‌شده با استفاده از زیرسامانهٔ امن مقایسه می‌شود و در صورتی که دو چهره به اندازهٔ کافی با یکدیگر مطابقت داشته باشند، ورود کاربر تأیید و ثبت می‌شود. این سامانه می‌تواند چهره‌ها را با عینک، پوشاک، آرایش و موی صورت نیز شناسایی کند و به مرور زمان با تغییرات به‌وجود آمده در چهره سازگار می‌شود.
فیس آی‌دی منجر به بحث‌های متعددی پیرامون امنیت و حریم خصوصی بوده است. اپل مدعی است که فیس آی‌دی از نظر آماری نسبت به اثرانگشت خوان تاچ آی‌دی پیشرفته‌تر است. این سامانه مثبت‌های کاذب کمتری را نشان می‌دهد. چندین ویژگی امنیتی به‌طور گسترده‌ای خطر دور زدن سامانه با استفاده از تصاویر یا ماسک را محدود می‌کنند و تنها یکی از آزمایش‌های اثبات مفهوم با استفاده از اسکن‌های پرجزئیات موفق بوده است. بحث‌ها پیرامون نبود حفاظت‌های قانونی پیشنهادشده از سوی سامانه‌های بیومتریک در مقایسه با اعتبارسنجی با گذرواژه‌ها در ایالات متحده همچنان ادامه دارد. مدافعان حریم خصوصی نگرانی‌هایی را نیز در خصوص دسترسی توسعه‌دهندگان نرم‌افزارهای شخص سوم به «نقشه‌های خشن» داده‌های چهره‌ای کاربر، علیرغم پیش‌نیازهای اعلام‌شده از سوی اپل برای چگونگی دسترسی توسعه‌دهندگان به داده‌های چهره‌ای بیان داشته‌اند.
با شروع دنیاگیری کووید-۱۹، مشخص شد که فیس آی‌دی در برخی دستگاه‌ها قادر به شناسایی کاربرانی که از پوشش صورت استفاده می‌کردند، نبوده است. اپل در پاسخ به انتقادها بازگشت سریع‌تر به حالت وارد کردن گذرواژه را ارائه کرد و گزینه‌ای را در اختیار کاربران اپل واچ قرار داد تا قصد خود برای باز کردن قفل آی‌فون خود را تأیید کنند. در مارس ۲۰۲۲، اپل آی‌اواس ۱۵٫۴ را معرفی کرد که فیس آی‌دی سازگار با ماسک برای آیفون ۱۲ و مدل‌های پس از آن به آن افزوده شده بود.

## تاریخچه
اپل همزمان با رونمایی از آیفون ایکس در ۱۲ سپتامبر ۲۰۱۷، فیس آی‌دی را نیز رونمایی کرد. این سامانه به‌عنوان جایگزینی برای تاچ آی‌دی، فناوری پیشین اعتبارسنجی مبتنی بر اثر انگشت اپل که در دکمهٔ خانهٔ آیفون ۸ و دستگاه‌های قدیمی‌تر و نیز نسل دوم و نسل سوم آیفون اس‌ئی، معرفی شد. اپل در ۱۲ سپتامبر ۲۰۱۸ آیفون ایکس‌اس و ایکس‌آر را به‌همراه سرعت بیشتر پردازش شبکهٔ عصبی معرفی کرد که سرعت فیس آی‌دی را نیز به‌طور قابل توجهی افزایش می‌داد. در ۳۰ اکتبر ۲۰۱۸، اپل از نسل سوم آی‌پد پرو پرده برداشت که فیس آی‌دی را بر روی دستگاه‌های آی‌پد نیز ارائه می‌کرد و امکان شناسایی چهره در تمام جهات هم در آن فراهم شده بود. آی‌اواس ۱۳ شامل نسخه‌ای ارتقایافته از فیس آی‌دی بود که تا ۳۰٪ از فیس آی‌دی در نسخه‌های پیشین سریع‌تر بود.

## فناوری

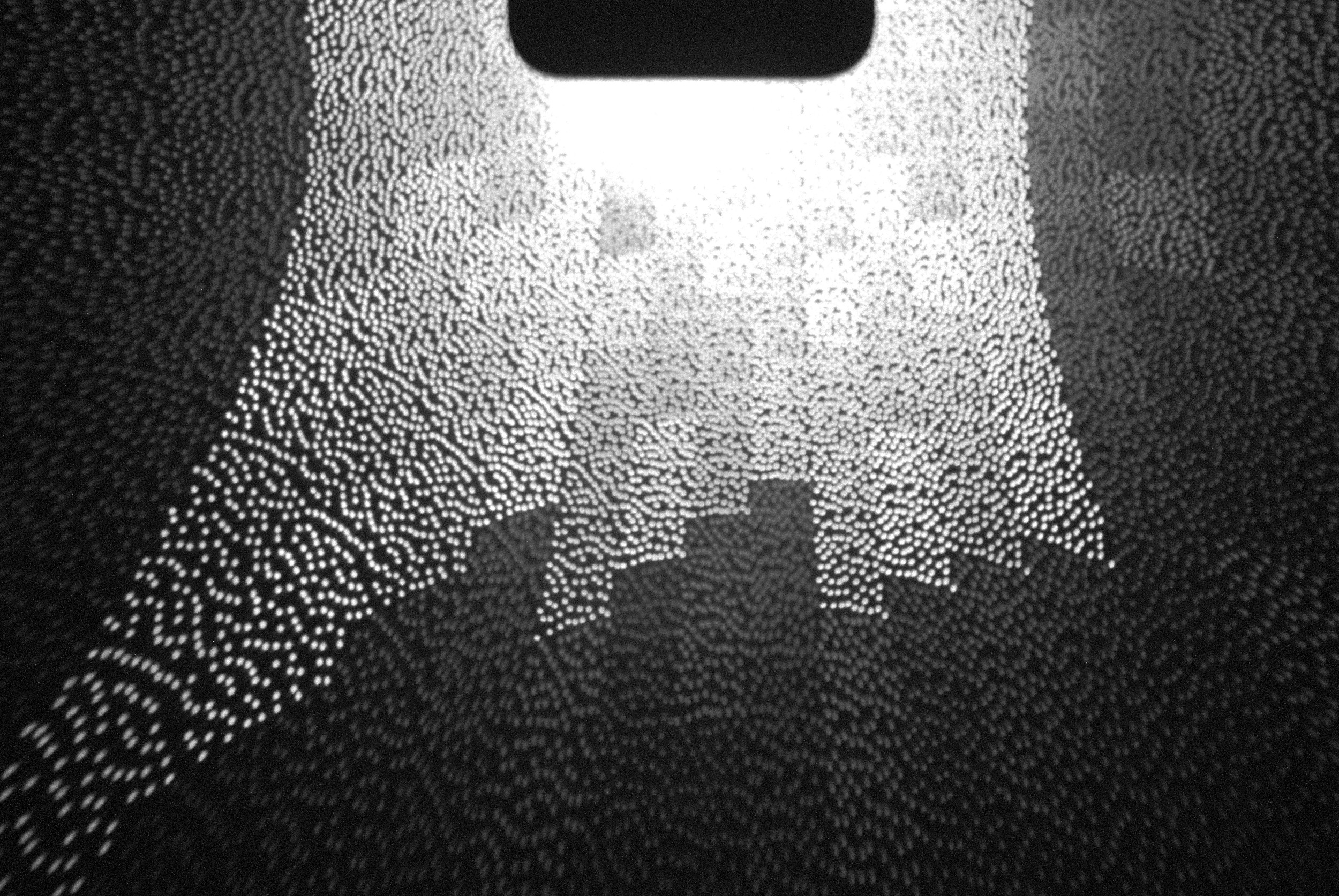
نقطه‌های فروسرخ تابیده‌شده توسط یک آی‌فون دارای فیس آی‌دی

درخواست فیس آی‌دی پیش از مشاهدهٔ آلبوم‌های اخیراً حذف‌شده، بر روی یک آیفون ۱۱ دارای آی‌اواس ۱۶.

فناوری فیس آی‌دی مبتنی بر اثر قبلی پرایم‌سنس به‌همراه درک عمق کم‌هزینهٔ فروسرخ است که اساس حسگر حرکتی کینکت برای کنسول ایکس‌باکس محصول مایکروسافت بوده است؛ اپل در سال ۲۰۱۳ و پس از افول مایکروسافت از استفاده از کینکت، پرایم‌سنس را خریداری کرد.
فیس آی‌دی بر یک حسگر تشخیص چهره متکی است که خود متشکل از دو بخش است: یک ماژول پروژکتور نقطه‌ای لیزر تابش سطحی با کاواک عمودی که بیش از۳۰٬۰۰۰ نقطهٔ فروسرخ را بر چهرهٔ کاربر می‌تاباند، و یک ماژول دوربین فروسرخ که الگو را می‌خواند. این الگو از یک لیزر با استفاده از یک المان اپتیکال پراش فعال که نور را به ۳۰٬۰۰۰ نقطه تقسیم می‌کند، تابانده می‌شود.
این الگو رمزنگاری می‌شود و به یک «محیط اجرای قابل اطمینان» محلی در واحد پردازش مرکزی دستگاه می‌فرستد تا مطابقت آن با چهرهٔ ثبت‌شده تأیید شود. داده‌های چهره‌ای ذخیره‌شده، یک ارائهٔ ریاضیاتی از جزئیات کلیدی چهره است و دور از دسترس اپل و سایر نهادها است. به‌منظور جلوگیری از احراز هویت ناخواسته، این سامانه نیازمند این است که کاربر چشمان خود را باز کند و به دستگاه نگاه کند تا روند مطابقت آغاز شود؛ اگرچه این ویژگی را می‌توان از طریق تنظیمات دسترسی‌پذیری غیرفعال کرد. پس از ۵ بار اسکن ناموفق، عدم فعالیت برای ۴۸ ساعت، راه‌اندازی مجدد دستگاه، و در صورتی که دکمه‌های هر دو طرف دستگاه برای مدتی کوتاه فشرده و نگه داشته شوند، فیس آی‌دی به‌طور موقت غیرفعال می‌شود و فعال‌سازی مجدد آن نیازمند وارد کردن گذرواژه خواهد بود.
اپل مدعی شده است که احتمال باز کردن قفل تلفن همراه با فیس آی‌دی توسط شخصی دیگر ۱ به ۱٬۰۰۰٬۰۰۰ است. این احتمال برای تاچ آی‌دی برابر با ۱ به ۵۰٬۰۰۰ بوده است. در طول راه‌اندازی اولیه، چهرهٔ کاربر دو بار و از چندین زاویه اسکن می‌شود تا یک نقشهٔ مرجع کامل از آن ساخته شود. هرگاه کاربر از این سامانه استفاده کند، فیس آی‌دی گونه‌های معمولی ظاهر کاربر را می‌آموزد و با استفاده از موتور عصبی، چهرهٔ ثبت‌شدهٔ خود را به‌منظور مطابقت با بالا رفتن سن کاربر، رشد موی صورت و سایر تغییرات در چهره، تغییر می‌دهد. این سامانه چهره را به‌همراه کلاه، روسری، عینک، بیشتر عینک‌های آفتابی، مو یا آرایش صورت شناسایی می‌کند. این سامانه همچنین به‌واسطهٔ روشن کردن چهره به‌صورت نامرئی با کمک یک ماژول فلش فروسرخ، قادر است در تاریکی نیز چهره را شناسایی کند.
اعتبارسنجی با استفاده از فیس آی‌دی برای فعال کردن تعدادی از ویژگی‌های آی‌اواس از جمله باز کردن قفل دستگاه به‌طور خودکار و همزمان با برداشتن دستگاه، انجام تراکنش‌های مالی با اپل پی، و مشاهدهٔ گذرواژه‌های ذخیره‌شده کاربرد دارد. نرم‌افزارهای محصول اپل یا توسعه‌دهندگان ثالث می‌توانند با یک چارچوب سامانه از داده‌های حساس حفاظت کنند؛ دسگاه هویت کاربر را تأیید می‌کند و بدون اشتراک‌گذاری چهره با نرم‌افزار، موفق یا ناموفق بودن اعتبارسنجی را به نرم‌افزار اعلام می‌کند. علاوه بر این، می‌توان بدون اعتبارسنجی از فیس آی‌دی برای رهگیری بیش از ۵۰ جنبهٔ حالت‌ها و موقعیت‌های چهرهٔ کاربر استفاده کرد؛ چیزی که می‌تواند برای ایجاد افکت‌های زنده نظیر انیموجی یا فیلترهای دوربین به‌کار رود. در سال‌های اخیر، توسعه‌دهندگان ثالث موارد کاربرد بیشتری برای فیس آی‌دی نظیر آی‌ور بیم، که یک نرم‌افزار آی‌اواس است که ابزار چندمنظورهٔ قابل اطمینان و دقیقی برای رهگیری سر و چشم را ارائه می‌دهد را توسعه داده‌اند. این ابزار برای فراهم کردن امکان کنترل زاویهٔ دوربین هنگام انجام بازی‌های وابسته به حرکت سر، و رهگیری چشم برای اشتراک‌گذاری توجه با مخاطبان در زمان استریم کردن، و نیز ارتباط افزاینده و متناوب (AAC) و پژوهش‌های بیومتریک کاربرد دارد.

## دستگاه‌های مجهز به فیس آی‌دی
| آیفون - آیفون ایکس - آیفون ایکس‌آر - آی‌فون ایکس‌اس و ایکس‌اس مکس - آیفون ۱۱ - آیفون ۱۱ پرو و ۱۱ پرو مکس - آیفون ۱۲ و ۱۲ مینی - آیفون ۱۲ پرو و ۱۲ پرو مکس - آیفون ۱۳ و ۱۳ مینی - آیفون ۱۳ پرو و ۱۳ پرو مکس - آیفون ۱۴ و ۱۴ پلاس - آیفون ۱۴ پرو و ۱۴ پرو مکس - آیفون ۱۵ و ۱۵ پلاس - آیفون ۱۵ پرو و ۱۵ پرو مکس | آی‌پد - آی‌پد پرو (نسل سوم) - آی‌پد پرو (نسل چهارم) - آی‌پد پرو (نسل پنجم) - آی‌پد پرو (نسل ششم) |

## ایمنی
فیس آی‌دی از یک پرتونگار سیلی فروسرخ و پروژکتور نقطه‌ای فروسرخ استفاده می‌کند، اگرچه که اپل اصرار دارد که میزان خروجی به احدی کم است که صدمه‌ای به چشم‌ها و پوست وارد نمی‌کند با «استانداردهای بین‌المللی ایمنی» مطابقت دارد. با این حال، این شرکت با اشاره به نگرانی‌های امنیتی توصیه می‌کند که حسگرها توسط تعمیرکاران متفرقه تعمیر نشوند. یک ویژگی درونی نیز در این سامانه تعبیه شده است که در صورت یافتن بخش‌ها و قطعات ثبت‌نشده، فیس آی‌دی را غیرفعال می‌کند.

## اشکالات

### دوقلوها و خویشاوندان نزدیک
هنگام آزمایش فیس آی‌دی بر روی دوقلوها نتایج متناقضی حاصل شده است و هرچند برخی آزمایش‌ها در تمایز دو شخص دوقلو از یکدیگر ناموفق بوده‌اند، برخی آزمایش‌ها نیز نشان داده‌اند که این سامانه می‌توانید آن‌ها را از یکدیگر تشخیص دهد. علاوه بر این، این سامانه توسط خویشاوندان نزدیک نیز فریب خورده است. اپل اعلام کرده است که در دوقلوها و خویشاوندان، و نیز در کودکان زیر ۱۳ سال به این دلیل که «ویژگی‌های متمایز چهرهٔ آن‌ها ممکن است هنوز به‌طور کامل توسعه نمایان نشده باشد»، میزان احتمال برای مطابقت نادرست متفاوت است.

### دسترسی مجریان قانون
فیس آی‌دی باعث ایجاد نگرانی‌هایی در خصوص احتمال دسترسی مجریان قانون به تلفن همراه افراد به‌واسطهٔ قرار دادن دستگاه در برابر صورت فرد شده است. ال فرنکن، سناتور ایالات متحده، یک روز پس از رونمایی فیس آی‌دی از اپل خواسته است که اطلاعات بیشتری پیرامون امنیت و حفظ حریم خصوصی توسط فیس آی‌دی ارائه دهد، و اپل در پاسخ به انتشار اخیر یک گزارش امنیتی و پاسخ‌های تفصیلی پایگاه دانش اشاره کرده است.
ورج اشاره کرده است که دادگاه‌های ایالات متحده حقوق مختلفی از متمم پنجم را به سامانه‌های قفل‌گشای کلیدواژه‌ای و بیومتریک اعطا کرده‌اند. کلیدواژه‌ها بر پایهٔ محتوای افکار کاربر به‌عنوان شواهد «شهادت‌نامه» در نظر گرفته شده‌اند، در حالی که اثر انگش‌ها به‌عنوان شواهدی فیزیکی در نظر گرفته شده‌اند و به برخی متهمان دستور داده شده که قفل تلفن همراه خود را با استفاده از اثر انگشت خود باز کنند.
در اوت ۲۰۱۸، اف‌بی‌آی موفق شد حکم بازرسی دارایی‌های مردی (که شامل دستگاه‌های الکترونیکی او نیز می‌شد) را دریافت کند که به تبادل محتوای پورنوگرافیک کودکان متهم شده بود؛ مأموران با نگه داشتن تلفن در مقابل صورت او و بدون نیاز به گذرواژهٔ او، قفل دستگاه را گشودند.

### نفوذ
افراد بسیاری با استفاده از ماسک‌های مصنوعی اقدام به فریب دادن فیس آی‌دی کرده‌اند، اگرچه بیشتر آن‌ها شکست خورده‌اند. در نوامبر ۲۰۱۷، بکاو، ادارهٔ امنیتی ویتنام، در یک پست وبلاگی اعلام کرد ماسکی ۱۵۰ دلاری ساخته است که با موفقت توانسته است قفل فیس آی‌دی را باز کند، اما وایرد اشاره کرده است که تکنیک بکاو بیشتر یک «اثبات مفهوم» بوده است تا خطر فعال بهره‌برداری و این که این تکنیک نیازمند سنجش پرجزئیات اسکن دیجیتال چهرهٔ صاحب آیفون است و تنها اهداف جاسوسی و رهبران جهان را در خطر قرار می‌دهد.

### توسعه‌دهندگان ثالث
در صورتی که کاربر اجازهٔ استفاده از دوربین را به یک نرم‌افزار ثالث بدهد، آن نرم‌افزار خواهد توانست به داده‌های فیس آی‌دی پیرامون حالت‌ها و موقعیت‌های ابتدایی چهره برای ویژگی‌هایی نظیر ویژگی‌های موجود در اسنپ‌چت یا شخصیت‌های بازی که حالت‌های چهرهٔ کاربر در دنیای واقعی را بازتاب می‌دهند نیز دسترسی پیدا کند. داده‌های در دسترس برای افراد و نهادهای ثالث برای گشودن قفل دستگاه یا حتی شناسایی کاربر کافی نیستند و اپل، توسعه‌دهندگان را از فروش داده‌ها به دیگران، ایجاد پروفایل برای کاربران یا استفاده از داده‌ها برای اهداف تبلیغاتی منع کرده است. اتحادیه آزادی‌های مدنی آمریکا و مرکز دموکراسی و فناوری پرسش‌های امنیتی پیرامون اعمال محدودیت‌های حریم خصوصی مرتبط با دسترسی ثالث از سوی اپل مطرح کرده‌اند، و اپل این‌طور پاسخ داده است که فرایندهای بازبینی در اپ استور پادمان‌های مؤثری بوده‌اند. جی استنلی، تحلیلگر ارشد سیاست در اتحادیه آزادی‌های مدنی گفته است که کلیت ایدهٔ اجازه دادن به توسعه‌دهندگان برای دسترسی به اطلاعات چهره‌ای حساس هنوز به‌شکلی رضایت‌بخش مورد رسیدگی و بررسی قرار نگرفته است. استنلی همچنین به رویترز گفته است که «مشکلات حریم خصوصی موجود پیرامون استفاده از یک فناوری شناسایی چهرهٔ بسیار پیچیده برای گشودن قفل تلفن همراه بیش از حد بزرگ‌نمایی شده است. مشکل حریم خصوصی اصلی دسترسی توسعه‌دهندگان ثالث است».

### استفاده با ماسک صورت
در طول دنیاگیری کووید-۱۹، ماسک‌های صورت به‌عنوان مقیاسی عمومی و شخصی برای کنترل سلامتی در برابر شیوع کروناویروس سندرم حاد تنفسی ۲ شناخته شدند. فیس آی‌دی در آن زمان با ماسک‌های صورت سازگار نبود، و اپل نیز اعلام کرد که «فیس آی‌دی طوری طراحی شده است که با چشمان، دهان و بینی شما کار کند.» با انتشار آی‌اواس ۱۳٫۵، اپل ویژگی‌ای را اضافه کرد که در صورت شناسایی ماسک بر روی صورت کاربر، به‌طور خودکار صفحهٔ درخواست رمز عبور را نمایش می‌داد. اپل به‌دلیل برطرف نکردن این مشکلات در زمان انتشار آیفون ۱۲ مورد انتقاد قرار گرفت، اما همزمان به دلیل عدم گنجاندن فیس آی‌دی به نفع یک‌پارچه‌سازی تاچ آی‌دی با دکمهٔ پاور نسل چهارم آی‌پد ایر نیز مورد تحسین واقع شد. در آوریل ۲۰۲۱، اپل آی‌اواس ۱۴٫۵ و واچ‌اواس ۷٫۴ را معرفی کرد که با گزینه‌ای به‌منظور اجازه دادن به اپل واچ برای عمل به‌عنوان یک پشتیبان در صورت ناموفق بودن شناسایی چهره توسط فیس آی‌دی در زمان وجود ماسک بر روی صورت کاربر همراه بود. در مارس ۲۰۲۲، اپل آی‌اواس ۱۵٫۴ را منتشر کرد که فیس آی‌دی سازگار با ماسک برای آیفون ۱۲ و دستگاه‌های بعدی به آن اضافه شده بود.